# Colônia Leopoldina
Colônia Leopoldina is een gemeente in de Braziliaanse deelstaat Alagoas. De gemeente telt 20.181 inwoners (schatting 2009).
De gemeente grenst aan de staat Pernambuco en de gemeentes Joaquim Gomes, Novo Lino en Ibateguara.